# 海辺のエトランゼ (映画)
『海辺のエトランゼ』（うみべのエトランゼ）は、2020年に公開された日本のアニメーション映画。紀伊カンナによる同名の漫画を原作とし、大橋明代が監督・脚本を務め、スタジオ雲雀が制作した。沖縄の離島を舞台に、小説家の卵でゲイの青年と両親を亡くした少年の恋愛が描かれる。
映画化は松竹が中心となって進められ、2019年10月にフジテレビのBLアニメレーベルであるBLUE LYNXの3作目として映画化されることが発表された。監督である大橋明代は原作者である紀伊カンナによって指名され、紀伊自身もキャラクターデザインを手掛けた。また、音楽は窪田ミナが、主題歌はMONO NO AWAREが手掛けた。本作は2020年9月11日に日本で公開され、その後、台湾や香港などで公開された。

## あらすじ
小説家の卵でゲイの青年である橋本駿は、沖縄の離島にある民宿で暮らしている。ある日、駿は両親を亡くして孤独な身となった高校生の知花実央を見かけ、下心から声をかける。実央はこれをきっかけに駿を意識し始めるが、彼は施設に入るため島を離れる。3年後、大人になった実央は駿のもとに戻り、2人は同じ民宿に暮らすようになる。実央は駿に好意を向けるも、ゲイとしての生きづらさを実央に味合わせたくないと考える駿は、実央と恋人になることを簡単に受け入れない。しかし、2人はしだいに恋を育んでいく。
そのようななか、駿のかつての婚約者である桜子が駿と実央のもとを訪れる。桜子によって、北海道に住む駿の父親が倒れたこと、駿が桜子との婚約を破談にしたことや、自身のセクシュアリティを両親に咎められたことをきっかけに地元である北海道を去り沖縄にやってきたことが明らかになる。父の見舞いに行こうとしない駿に対し、実央は両親を亡くした自らの体験から駿を説得する。駿は実家に帰ることを決意し、実央と共に北海道へ向かう。

## 登場人物
| 登場人物                   | 声         |
| -------------------------- | ---------- |
| 橋本 駿（はしもと しゅん） | 村田太志   |
| 知花 実央（ちばな みお）   | 松岡禎丞   |
| 桜子（さくらこ）           | 嶋村侑     |
| 絵里（えり）               | 伊藤かな恵 |
| 鈴（すず）                 | 仲谷明香   |
| おばちゃん                 | 佐藤はな   |

## スタッフ
- 原作 - 紀伊カンナ「海辺のエトランゼ」（祥伝社 on BLUE comics）[5]
- 監督・脚本・コンテ - 大橋明代[5]
- キャラクターデザイン・監修 - 紀伊カンナ[5]
- 総作画監督 - 渡辺真由美[5]
- エフェクト作画監督 - 橋本敬史[5]
- 美術監督 - 空閑由美子[5]
- 色彩設計 - 柳澤久美子[5]
- 撮影監督 - 美濃部朋子[5]
- 編集 - 坂本雅紀[5]
- 音楽 - 窪田ミナ[5]
- 音楽制作 - 松竹音楽出版[6]
- 音響監督 - 藤田亜紀子[5]
- 音響効果 - 森川永子[7]
- 録音調整 - 林淑恭[7]
- 音響制作 - HALF H・P STUDIO[7]
- アニメーション制作 - スタジオ雲雀[5]
- 配給 - 松竹ODS事業室[5]
- 製作 - 海辺のエトランゼ製作委員会[7]

## 制作

### 企画・スタッフ
紀伊カンナによる漫画『海辺のエトランゼ』は2013年に発表され、2014年からは続編である『春風のエトランゼ』の連載が始まった。2016年にはドラマCDがリリースされた。『海辺のエトランゼ』のアニメ映画化は2019年10月に、フジテレビのBLアニメレーベルであるBLUE LYNXの3作目として発表された。BLUE LYNXの発起人でありフジテレビのプロデューサーである岡安由夏によると、本作の映画化は松竹が中心となって進めており、松竹からフジテレビに映画化の企画が提案されたという。テレビアニメではなく映画とした理由について岡安は、『海辺のエトランゼ』は物語が映画に合っており、テレビアニメで話を分割するよりも映画館で集中して見る方がよいと考えたという。
映画化にあたって、元アニメーターである紀伊はかつての同僚であった大橋明代を監督として指名した。大橋を指名した理由について紀伊は、一緒に働いていた際の大橋の仕事ぶりが丁寧で真摯に作品に向き合っており、大橋となら面白く作れそうだと考えたという。また、紀伊自身も監修とキャラクターデザインを務めた。

### 脚本
脚本は監督である大橋明代が務めた。本作のストーリーは基本的には原作通りにすることが決まっていた。ただし大橋によると、原作がもともと読み切りだったことから1話で物語が一度終わった雰囲気になっていたため、脚本を制作するにあたっては駿と実央の感情の流れをスムーズに描くことができるよう、続編である『春風のエトランゼ』で描かれた回想エピソードも含めて、要素を足し引きする作業を行った。例えば大橋は、原作の2話にあたる部分を読み切り部分と連載部分の橋渡しを行う役割になると考え、原作の内容を逆算するかたちで組み立て直した。その際には原作の読者が本作を鑑賞した時と原作を読んだ時とで同じ印象を抱くよう、原作の雰囲気を壊さないように注意したという。
また、大橋は、本作では傍から見たら大変なことが起きているわけではない何気ないやり取りの中でキャラクターの感情の機微が描かれていると語り、日常シーンを丁寧に描くことを心掛けた。大橋は脚本が出来次第、原作者である紀伊カンナに提出して確認を取り、迷ったところがあればその都度大橋に連絡した。その際には紀伊は漫画のネームのようなかたちでアイデアを共有したという。

### 演出
監督である大橋は、本作ではアニメーションならではの表現があまりとられず、結果として実写映画に近くなったと述べている。また、言葉で説明するよりも雰囲気や画面の切り取り方といった画面全体で物語を感じとられることを目指したと語っており、モノローグも多用しなかった。物語の後半で描かれるセックスのシーンも、「詩的になり、キラキラし始める」のではなく、2人のやり取りや緊張感、初々しさを描くことで「普通」に見せたかったという。

### キャラクターデザイン・美術
キャラクターデザインは原作者である紀伊カンナが務めた。キャラクターデザインにあたっては、線が細く繊細なデザインにするのではなく、セル画アニメのような素朴なデザインとすることを紀伊と大橋で確認した。紀伊によると、細かくしすぎても作画が大変になり、簡素にしすぎても間が抜けたデザインになるため、バランスを意識したという。
監督である大橋によると、本作の背景美術は紀伊カンナの絵に寄せたイラストらしさを出すようにしたという。原作者である紀伊も背景美術の方向性の確認を取った。本作は秋と冬の沖縄が主な舞台となっている一方でインターネットには夏の沖縄の写真が多かったため、大橋は美術監督である空閑由美子やプロデューサーと共に秋と冬の海の色を見るため沖縄に赴いた。このほか、猫を違和感なく表現するために猫専門の作画監督が設けられた。

### アフレコ
本作の声優は2016年にリリースされたドラマCDから続投した。橋本駿を演じた村田太志は、ドラマCDは絵がないため聞き手が分かりやすいように表現することを心がけたが、アニメでは映像や世界観に沿うように演じたと語り、そのため駿がツンツンとしていたり、飄々とした部分が薄まった印象になっているかもしれないと語っている。知花実央を演じた松岡禎丞は、ドラマCDは自分たちのペースで芝居が出来たがアニメではそうではないため、ドラマCDを基にしつつも一から新しい作品に携わる感覚があったと語っている。また、松岡は実央が「不器用なようでストレート」なキャラクターであることから、実央の危うい感じや欲を前面に出すことを意識したと語っている。

## 主題歌
「ゾッコン」は、本作の主題歌。MONO NO AWAREが作詞作曲・歌唱を手掛ける。MONO NO AWAREの玉置周啓によると、制作側からは、しっとりと感動させる曲ではなく爽やかな曲が好ましく、「映画館から走って帰りたくなるような曲にしてほしい」という要望があったという。これを受けて玉置は自身が18歳の時に作った「今の自分たちでは書けないくらい、元気がほとばしっている」曲を送ると、これが採用された。

### サウンドトラック
本作の音楽は窪田ミナが務めた。監督である大橋によると、過去に観た映画で窪田が音楽を手掛けており、この音楽に感動したことをきっかけに窪田にオファーをかけたという。窪田はオファーを受けてから原作を読んで楽曲のイメージを膨らませ、その上で打ち合わせを経て具体的な楽曲の色を固めていったという。
| 全作曲: 窪田ミナ。 |                        |       |            |      |
| #                  | タイトル               | 作詞  | 作曲・編曲 | 時間 |
| 1.                 | 「ブーゲンビリア」     |       | 窪田ミナ   | 1:32 |
| 2.                 | 「ただいま」           |       | 窪田ミナ   | 2:15 |
| 3.                 | 「アラマンダ」         |       | 窪田ミナ   | 0:19 |
| 4.                 | 「小さな波紋」         |       | 窪田ミナ   | 0:51 |
| 5.                 | 「こぼれる不安」       |       | 窪田ミナ   | 0:19 |
| 6.                 | 「君のもとへ」         |       | 窪田ミナ   | 3:08 |
| 7.                 | 「雨音のノクターン」   |       | 窪田ミナ   | 1:46 |
| 8.                 | 「幼い約束」           |       | 窪田ミナ   | 0:42 |
| 9.                 | 「バレンタインの憂鬱」 |       | 窪田ミナ   | 1:17 |
| 10.                | 「嘘」                 |       | 窪田ミナ   | 0:12 |
| 11.                | 「大事なひと」         |       | 窪田ミナ   | 3:10 |
| 12.                | 「駿と桜子」           |       | 窪田ミナ   | 0:45 |
| 13.                | 「月明かりの夜」       |       | 窪田ミナ   | 3:01 |
| 14.                | 「海辺のエトランゼ」   |       | 窪田ミナ   | 3:36 |
| 合計時間:          | 合計時間:              | 22:55 |            |      |

## 封切り
『海辺のエトランゼ』は2020年9月11日に松竹ODS事業室から新宿ピカデリーほかにて日本全国で公開された。公開にあたっては、簡潔な性愛描写が見られるとして映倫からPG12に指定された。日本国外では2020年11月に台湾においてCai Chang Asiaから公開された。同年12月には香港においてNeofilmsから公開された。2021年7月にはアメリカ合衆国、カナダ、イギリス、アイルランド、オーストラリア、ニュージーランド、スカンディナヴィア諸国、ブラジル、メキシコにおいてFunimationより英語版の吹き替えの配信が開始された。

## 評価
| Anime News Network | 総評: B- ストーリー: B- アニメーション: B 美術: B+ 音楽: B- |
| Japan Times        | 2.5/5                                                       |

ストーリーについて、Anime News NetworkのKim Morrissyは、駿の物語はよく描かれている一方で実央の物語はそうではなく、実央は感情の幅に欠け、またキャラクターアークはあまりに唐突であり、説得力に欠けたキャラクターになっていると評している。同様にComic Book ResourcesのReuben Baronは、1時間という上映時間に収めるために実央をはじめとしたキャラクターの展開がカットされているように感じ、また、テンポ感は不自然であると評している。テンポ感についてBaronは、アクションの少ないストーリーテリングであるためペース配分が難しかったのだろうと推測しており、これが解決されていたら特別な作品になっていた可能性があるとしている。
美術について、Comic Book ResourcesのBaronは、本作のキャラクターデザインや美術は豪華であり、視覚的に楽しむことができると評している。Japan TimesのMatt Schleyも美術を称賛し、沖縄に行きたい気持ちにさせられたとしている。また、Cinemas+のクリス菜緒も、全編を通じて鮮やかな色彩と背景が印象的であったとしている。
演技について、Japan TimesのSchleyは、声優が全力を出し過ぎることでかえって沖縄らしさが失われていると評している。また、Anime News NetworkのMorrissyは、松岡禎丞は実央を繊細に演じ切ることが出来ておらず、明るい一面や漫才風の言い回しが目立つという点でミスキャストであったと評している。
テーマについて、Japan TimesのSchleyは、劇場アニメでLGBTQが描かれるのは好ましいことであると称賛している。Anime News NetworkのMorrissyは、BL作品の中で同性愛者が直面する問題を描くものは珍しいことから、LGBTQをテーマにした作品は好むがBLファンではないという人々にリーチできる可能性を秘めていると評している。また、キネマ旬報の増當竜也は、同性愛を中心に描きながら、同時に異性愛も爽やかに扱う姿勢に好感が持てるとしている。一方でComic Book ResourcesのBaronは、LGBTQを描く作品としてはうまくいっているとしつつも、このジャンルの古典となるような作品ではないと評している。

## Blu-ray / DVD
本作のBlu-rayとDVDは、2021年2月に豪華版Blu-rayとDVD、通常版Blu-rayが発売された。日本国外では、2023年1月にCrunchyrollとFunimationから限定版ブルーレイディスクが発売された。
| 形態          | 発売日        | 規格品番  |
| ------------- | ------------- | --------- |
| 豪華版Blu-ray | 2021年2月24日 | SHBR-0624 |
| 豪華版 DVD    | 2021年2月24日 | DASH-0081 |
| 通常版Blu-ray | 2021年2月24日 | SHBR-0625 |